# 佛山市华英学校
佛山华英学校（英語：Foshan Huaying School）的前身是英國循道公会于1913年创办的佛山华英中学，1999年从佛山市第一中学初中部分离出来独立办学，是一所国有民办性质的新型初级中学。

## 歷史
1999年，佛山市第一中学初中部脱离办学，改制为国有民办，由佛山市教育局主管，并復名「華英」，稱「佛山市华英学校」。而華英原本的英文名是粵式郵政式拼音，新校卻使用了漢語拼音。
新校园于2005年9月正式落成，此前（1999年9月至2005年7月）一直與佛山市第一中學共用一個校園。新校園位于佛山市禅城区湖景路39号，占地160亩，建筑面积10.36万平方米，现有64个教学班，学生约2890人，教职工209人，拥有外籍教师5人。学校拥有行政楼、教学楼、实验楼、音美楼、图书馆、学生宿舍、教师宿舍、食堂、体育馆、400米标准运动场、两个游泳池，建有完善的校园网、广播网、多媒体教学网，形成一个数字化、人文化的校园网络，为学生提供一流的教育服务。
2013年12月举行百年校庆。

### 历任校长
- 冯瑞烘（1999.9-2005.12）
- 杜尚强（2005.12-2013.1）
- 邓超祥（2013.1-至今）

## 成绩和荣誉
华英学校注重学生科学人文素质的培养，特长与个性的发展和综合素质的提高。

### 中考成绩
2002年首届学生毕业。
- 2002年，共有333名学生参加中考，达到佛山一中正取分数线有108人，占学校参加中考总人数的32.4%。
- 2003年，共有406名学生参加中考，达到佛山一中正取分数线有180人，占学校参加中考总人数的44.3%。
- 2004年，共有542名学生参加中考，达到佛山一中正取分数线有177人，占学校参加中考总人数的32.7%。
- 2005年，共有553名学生参加中考，达到佛山一中正取分数线有249人，占学校参加中考总人数的45.0%。
- 2006年，共有679名学生参加中考，达到佛山一中正取分数线有323人，占学校参加中考总人数的47.6%。[2]
- 2007年，共有633名学生参加中考，达到佛山一中正取分数线有323人，占学校参加中考总人数的51.0%。[3]
- 2008年，共有945名学生参加中考，达到佛山一中正取分数线有394人，占学校参加中考总人数的41.7%；共有2人获得佛山市中考总分状元，6人位列佛山市前10名。[4]
- 2009年，共有967名学生参加中考，达到佛山一中正取分数线有266人，占学校参加中考总人数的27.6%；有1人获得佛山市中考总分状元，6人位列佛山市前10名。[5][6]
- 2010年，共有986名学生参加中考，达到佛山一中正取分数线有284人，占学校参加中考总人数的28.9%；共有2人获得佛山市中考总分状元，20人获得佛山市中考单科状元，8人位列佛山市前10名。[7]
- 2011年，共有1068名学生参加中考，达到佛山一中正取分数线有455人，占学校参加中考总人数的42.7%；共有1人获得佛山市中考总分状元，20人获得佛山市中考单科状元，6人位列佛山市前10名。[8]
- 2012年，共有1050名学生参加中考，达到佛山一中正取分数线有362人，占学校参加中考总人数的34.5%；共有16人获得佛山市中考单科状元，2人位列佛山市前10名。[9]
- 2013年，参加中考学生人数不详，达到佛山一中正取分数线有392人，占学校参加中考总人数不详；囊括禅城区总分前12名。[10]
- 2014年，参加中考学生人数不详，达到广东省实验中学正取分数线人数有67人 ；达到佛山一中、石门中学、顺德一中正取分数线有497人 ；达到提前批八所佛山名校录取分数线人数有832人；2人位列佛山市前10名，8人位列禅城区前10名。[11]
- 2015年，参加中考学生人数不详，达到佛山一中、石门中学、顺德一中正取分数线有620人，达到提前批九所佛山名校录取分数线人数有832人，囊括禅城区总分前12名。。[12]

[*]据所公开数据计算而得，下同。

### 教师
华英教师在教研科研方面取得了较好成果，九年来，共获得国家级奖励189人次，省级奖励61人次，市级奖励196人次。目前，学校有教职工209人，中学高级教师63人，有硕士学位的教师25人，外籍教师5人。
迄今为止学校教师所获重要荣誉称号如下：
- 全国五一劳动奖章
- 全国优秀教师
- 全国师德标兵（以上各一人次）
- 广东省劳动模范
- 南粤优秀教师
- 佛山市名教师
- 佛山市优秀教师
- 佛山市优秀班主任
- 佛山德育先进工作者（以上共42人次）

### 荣誉
迄今为止学校所获重要荣誉称号如下：
- 国家级网络课程研究实验学校
- 全国地理科普教育基地
- 广东省一级学校
- 广东省现代教育技术实验学校
- 广东省德育示范学校
- 广东省先进基层党组织
- 广东省绿色学校
- 广东省依法治校示范校
- 广东省中小学校长培训实践基地
- 广东省中小学教师培训实践基地
- 广东省中小学心理健康教育先进学校
- 佛山市先进集体
- 佛山市首批教科研示范学校

## 校园

### 文化
华英学校以“以绿育人”为办学理念，以“科学与人文并举，规范与个性共存”为办学目标，以“追求卓越，争创一流”为办学方向，以“轻负高质”为教学特色。

#### 《华英学校教育思想精粹》
- 培养目标：培养有中国灵魂，有国际意识，综合素质强，具备可持续发展能力的现代中学生。
- 办学理念：科学与人文并举，规范与个性共存。
- 办学思路（校训）：以人为本，依法治校，科研兴校，文化强校。办学特色：重素质，讲规律，活教活学，走“轻负担，高质量”的办学之路。
- 华英精神：追求卓越，争创一流。
- 华英校风：爱校尊师，勤学苦练，动静分明，立志成才。
- 领导作风：勤奋、自律、团结、高效。
- 华英教风： “三个热爱”：热爱事业、热爱学校、热爱学生。 “三种意识”：责任意识、合作意识、创新意识。“三心”：爱心、细心、恒心。华英学风：勤奋，自主，严谨，活泼。[14]

### 校徽
标志以“华英”首位字母H、Y和打开的书本、翱翔的大鹏以及“人”字形等元素经过艺术造型整合而来。标志中的色彩，红色体现华英师生积极进取的精神；桔红色体现华英师生的热情品格；绿色体现出华英师生富有生机与活力，并寓意学校“以绿育人”的办学理念。校方稱“整个标志造型优美，有静有动，富有韵律，呈升腾之势，寓意着华英人动静相宜，积极向上，勇于探索，开拓进取的华英精神。”

### 校服
华英学校校服分为秋、冬装，均以蓝为底色，而冬装校服的蓝色要更深。校徽缝于左胸下部，胸部以上为白色，与下方蓝色交界处设有年级线，共有白、绿、黄三种颜色。
- 黄色：2010级(已毕业)、2013级
- 绿色：2011级(已毕业)、2014级
- 白色：2012级(已毕业)、2015级

## 争议

### 拆分双语班事件
2015年初，华英学校高层在违背原先合同约定的情况下，作出了拆分当时的双语班（2013级5班、2014级18班）的决定，使得上述两个班的学生随机分散到所在年级的各个班接受国内课程，而国际课程则集中在自习课和周末上课。该决定没有得到大部分家长和学生的支持，部分家长联名抵制，但学校高层执意执行，称“这是正常的课程调整，是双语课程探索课程中的优化，并非取消或拆班，并且得到了大部分家长的同意”，导致双语班学生及家长的严重不满。有家长认为这是学校为了降低教育成本而作出的决定，变相取消了双语班，把双语班变成了补习班；学生更是认为这会导致他们“不属于任何一个集体”。
华英学校并未在其网站及公众媒体上主动公布此决定，随后此事件不了了之，双语班在2015年3月开学时被正式拆分，学生随机分散到所在年级的各个班接受国内课程。
该事件亦引起了社会的广泛关注，佛山电视台的热门节目《小强热线》专门报道了此次事件，并给予了“违背合同约定，没有征得学生和家长集体同意，霸王硬上弓”的评价。